# Холмогорье (Крым)
Холмого́рье (до 1945 года Семе́н; укр. Холмогір'я, крымскотат. Semen, Семен) — исчезнувшее село в Белогорском районе Республики Крым, на территории Муромского сельского поселения (согласно административно-территориальному делению Украины — Муромского сельсовета). Располагалось на северо-востоке района, в балке на северной окраине Внутренней гряды Крымских гор, примерно в 2 км севернее современного села Хлебное.

## История
Первое документальное упоминание села встречается в Камеральном Описании Крыма… 1784 года, судя по которому, в последний период Крымского ханства Семен входил в Ширинский кадылык Кефинского каймаканства. После присоединения Крыма к России (8) 19 апреля 1783 года, (8) 19 февраля 1784 года, именным указом Екатерины II сенату, на территории бывшего Крымского Ханства была образована Таврическая область и деревня была приписана к Левкопольскому, а после ликвидации в 1787 году Левкопольского — к Феодосийскому уезду Таврической области. После Павловских реформ, с 1796 по 1802 год, входила в Акмечетский уезд Новороссийской губернии. По новому административному делению, после создания 8 (20) октября 1802 года Таврической губернии, Семен был включен в состав Байрачской волости Феодосийского уезда.
По Ведомости о числе селений, названиях оных, в них дворов… состоящих в Феодосийском уезде от 14 октября 1805 года в деревне Семен числилось 12 дворов и 92 жителя, исключительно крымских татар. На военно-топографической карте генерал-майора Мухина 1817 года обозначена деревня Семен с 24 двором. После реформы волостного деления 1829 года Семен, согласно «Ведомости о казённых волостях Таврической губернии 1829 года», отнесли к Учкуйской волости (переименованной из Байрачской). На карте 1836 года в деревне 16 дворов. Затем, видимо, вследствие эмиграции крымских татар в Турцию, деревня опустела и на карте 1842 года деревня Семен обозначена условным знаком «малая деревня», то есть, менее 5 дворов.
В 1860-х годах, после земской реформы Александра II, деревню приписали к Шейх-Монакской волости. В «Списке населённых мест Таврической губернии по сведениям 1864 года», составленном по результатам VIII ревизии 1864 года, Семен — владельческая и общинная татарская деревня с 30 дворами, 179 жителями и мечетью при колодцахъ. По обследованиям профессора А. Н. Козловского начала 1860-х годов, в селении «…в колодцах нет хорошей воды, но есть родники пресной воды». На трёхверстовой карте Шуберта 1865—1876 года в деревне Семен обозначено 36 дворов. В «Памятной книге Таврической губернии 1889 года» по результатам Х ревизии 1887 года записан Семен с 65 дворами и 307 жителями. На 1886 год в деревне, согласно справочнику «Волости и важнѣйшія селенія Европейской Россіи», проживало 246 человек в 40 домохозяйствах, действовала мечеть. По «…Памятной книжке Таврической губернии на 1892 год» в деревне Семен, входившей в Семенское сельское общество, числилось 184 жителя в 45 домохозяйствах
После земской реформы 1890 года, Семен отнесли к Андреевской волости. По «…Памятной книжке Таврической губернии на 1900 год» в деревне Семен, входившей в Семенское сельское общество, числилось 314 жителей в 45 дворах. В 1913 году в деревне велось строительство мектеба. По Статистическому справочнику Таврической губернии. Ч.II-я. Статистический очерк, выпуск пятый Феодосийский уезд, 1915 год, в селе Сеймен Андреевской волости Феодосийского уезда числилось 82 двора (72 дворов с землёй, 10 — безземельные) с татарским населением в количестве 318 человек приписных жителей и 86 — «посторонних», из которых 211 мужчин и 193 женщины. Жители владели 1072 десятинами удобной земли. В хозяйствах имелось 154 лошади, 119 волов, 100 коров и 300 голов мелкого скота.
После установления в Крыму Советской власти, по постановлению Крымревкома от 8 января 1921 года была упразднена волостная система и село вошло в состав вновь созданного Карасубазарского района Симферопольского уезда, а в 1922 году уезды получили название округов. 11 октября 1923 года, согласно постановлению ВЦИК, в административное деление Крымской АССР были внесены изменения, в результате которых округа ликвидировались, Карасубазарский район стал самостоятельной административной единицей и село включили в его состав. Согласно Списку населённых пунктов Крымской АССР по Всесоюзной переписи 17 декабря 1926 года, в селе Семен, центре Семенского сельсовета Карасубазарского района, числилось 78 дворов, из них 76 крестьянских, население составляло 307 человек, из них 296 татар, 7 русских, 3 украинца, 1 еврей, действовала татарская школа. По данным всесоюзной переписи населения 1939 года в селе проживало 312 человек.
Вскоре после освобождения Крыма, согласно Постановлению ГКО № 5859 от 11 мая 1944 года, все крымские татары были депортированы в Среднюю Азию.12 августа 1944 года было принято постановление № ГОКО-6372с «О переселении колхозников в районы Крыма», в исполнение которого в район завезли переселенцев: 6000 человек из Тамбовской и 2100 — Курской областей, а в начале 1950-х годов последовала вторая волна переселенцев из различных областей Украины. Указом Президиума Верховного Совета РСФСР от 21 августа 1945 года Семен переименовали в Холмогорье и, соответственно, Семенский сельсовет — в Холмогорский. С 25 июня 1946 года селение в составе Крымской области РСФСР, а 26 апреля 1954 года Крымская область была передана из состава РСФСР в состав УССР.
Время упразднения Холмогорского сельсовета и переподчинения села Хлебновскому пока не установлено: на 15 июня 1960 года село уже числилось в его составе, как и Муромскому — известно, что это произошло до 1 января 1968 года. Холмогорье ликвидировали в период между 1968 и 1977 годами.

### Динамика численности населения
| - 1805 год — 92 чел. - 1864 год — 179 чел. - 1886 год — 246 чел. - 1889 год — 307 чел. - 1892 год — 184 чел. | - 1900 год — 314 чел. - 1915 год — 318/86 чел. - 1926 год — 307 чел. - 1939 год — 312 чел. |